# Gaius Cassius Longinus
För andra betydelser, se Gaius Cassius Longinus (olika betydelser).

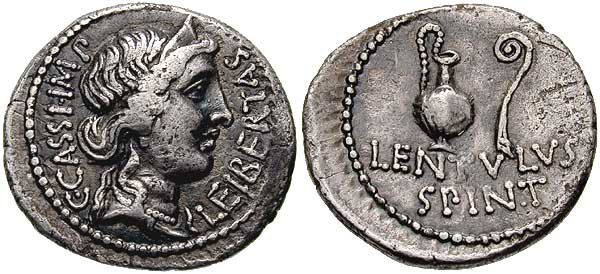
Gaius Cassius Longinus avbildad på en denarius (42 f.Kr.)

Gaius Cassius Longinus, född omkring 85 f.Kr. i Rom, död 42 f.Kr. i Filippi, var en romersk fältherre och statsman. 
Tillsammans med Marcus Junius Brutus var han starkt delaktig i mordet på Julius Caesar år 44 f.Kr. Efter mordet gjorde Caesars anhängare under ledning av fältherren Octavianus, även känd som Augustus, uppror mot Cassius och hans anhängare vilket blev startskottet på ett blodigt inbördeskrig som Cassius förlorade. Cassius begick kort därefter självmord.